# 10032 Hans-Ulrich
10032 Hans-Ulrich è un asteroide della fascia principale. Scoperto nel 1981, presenta un'orbita caratterizzata da un semiasse maggiore pari a 3,0875220 UA e da un'eccentricità di 0,3219375, inclinata di 8,85575° rispetto all'eclittica.
L'asteroide è dedicato a Hans-Ulrich Auster, responsabile del Laboratorio di magnetometria spaziale dell'Università tecnica di Braunschweig, conosciuto per le sue ricerche e scoperte nel campo dei magnetometri sulle navicelle spaziali. 